# ليونيل روبنز
ليونيل روبنز (بالإنجليزية: Lionel Robbins) هو اقتصادي وسياسي بريطاني (وحمل سابقاً جنسية المملكة المتحدة لبريطانيا العظمى وأيرلندا)، ولد في 22 نوفمبر 1898 في ميدلسكس في المملكة المتحدة، وتوفي في 15 مايو 1984 في لندن في المملكة المتحدة. انتخب عضو مجلس اللوردات.

## روابط خارجية
- ليونيل روبنز على موقع الموسوعة البريطانية (الإنجليزية)